# Ana Borges
Ana Catarina Marques Borges (n. 15 de junio de 1990) es una jugadora de fútbol portuguesa. Ella es miembro de la selección de fútbol de Portugal.

## Biografía
Borges nació el 15 de junio de 1990, en Portugal. Jugó en la temporada 2006-07 en el equipo de fútbol portugués Laura Santos. A la temporada siguiente fichó por el equipo español Prainsa de Zaragoza en el que actualmente milita. Su posición es de delantera.
Es internacional con la selección de fútbol de Portugal. Con su selección fue elegida la mejor jugadora de la Algarve Cup 2012. En mayo de 2012, marchó junto a su compañera de selección Edite Fernandes para jugar en el equipo estadounidense S.C. Blue Heat de la W-League USA.